# Mussertkruis
Het Mussertkruis was een kruis dat in 1941 in opdracht van Anton Mussert werd vervaardigd. De leider van de fascistische NSB collaboreerde met de Duitse bezetter en was door Adolf Hitler als Leider van het Nederlandse Volk ontvangen. De medaille was bestemd voor Nederlanders die dienst in de Waffen-SS hadden genomen en aan het oostfront tegen de Sovjet-Unie vochten. Deze Nederlandse oostfrontstrijders hebben het kruis nooit ontvangen omdat de Duitsers, die weinig respect hadden voor Mussert, zijn onderscheiding niet hebben erkend.
De kruisen die vervaardigd zijn duiken soms op in de antiekhandel.
Op de voorzijde van het achtpuntige kruis van geëmailleerd messing is een zwart hakenkruis met daaroverheen een wolfsangel en eikenbladeren afgebeeld. De armen zijn rood met een brede zwarte rand. Op de keerzijde staat in het witte medaillon in gouden letters MUSSERT 1941 met op de ring het omschrift HOU EN TROU, eveneens in gouden letters met daaronder gouden eikenbladeren. Het kruis is met een metalen ring en oog aan een driekleurig lint verbonden.
Het kruis is op twee gekruiste ontblote zwaarden gelegd.
Dit kruis van de wegens landverraad verboden NSB kan tot de particuliere onderscheidingen in Nederland worden gerekend. Het is geen Nederlandse onderscheiding.